# Арнотт, Джанет
Джане́т Арно́тт (англ. Janet Arnott; урождённая Джане́т Лалибёрте, англ. Janet Laliberte; 17 апреля 1956, Виннипег — 24 июня 2019, Виннипег) — канадская кёрлингистка и тренер по кёрлингу.
Играла на позиции первого.
Чемпион мира (1984), серебряный (1995) и бронзовый (1992) призёр чемпионата мира. Трёхкратный чемпион Канады (1984, 1992, 1995).
После окончания карьеры игрока стала тренером по кёрлингу, тренировала команду Дженнифер Джонс сначала в 2008—2010, а затем в 2012—2019. Как тренер этой команды, выиграла золотые (2008, 2009, 2015), серебряные (2013) и бронзовые (2012, 2016) медали чемпионатов Канады, стала чемпионом (2008) и бронзовым призёром (2010) чемпионатов мира, а также чемпионом зимних Олимпийских игр 2014 в Сочи (Россия).
В 2000 году введена в Зал славы канадского кёрлинга.
Скончалась 24 июня 2019 от рака.

## Команды
| Сезон   | Четвёртый       | Третий              | Второй            | Первый        | Запасной                                   | Турниры             |
| ------- | --------------- | ------------------- | ----------------- | ------------- | ------------------------------------------ | ------------------- |
| 1980—81 | Конни Лалибёрте | ?                   | Коринн Питерс     | Джанет Арнотт |                                            |                     |
| 1983—84 | Конни Лалибёрте | Крис Мор            | Коринн Питерс     | Джанет Арнотт |                                            | ЧК 1984 · ЧМ 1984   |
| 1986—87 | Конни Лалибёрте | Janet Harvey        | Коринн Питерс     | Джанет Арнотт |                                            | КООК 1987           |
| 1991—92 | Конни Лалибёрте | Лори Аллен          | Кэти Готье        | Джанет Арнотт | Arlene MacLeod (ЧК)                        | ЧК 1992 · ЧМ 1992   |
| 1992—93 | Конни Лалибёрте | Лори Аллен          | Кэти Готье        | Джанет Арнотт | Коринн Уэбб                                | ЧК 1993 (5 место)   |
| 1993—94 | Конни Лалибёрте | Karen Purdy         | Кэти Готье        | Джанет Арнотт | Kristen Kroeker                            | ЧК 1994             |
| 1994—95 | Конни Лалибёрте | Кэти Овертон        | Кэти Готье        | Джанет Арнотт | Дебби Джонс-Уокер тренер: Tom Clasper (ЧМ) | ЧК 1995 · ЧМ 1995   |
| 1995—96 | Конни Лалибёрте | Кэти Овертон-Клэпем | Кэти Готье        | Джанет Арнотт | Дебби Джонс-Уокер                          | ЧК 1996             |
| 1997—98 | Конни Лалибёрте | Кэти Овертон-Клэпем | Джилл Стауб       | Джанет Арнотт | Морин Бонар                                | КООК 1997 (7 место) |
| 1998—99 | Конни Лалибёрте | Кэти Овертон-Клэпем | Дебби Джонс-Уокер | Джанет Арнотт | Джилл Стауб                                | ЧК 1999             |
| 1999—00 | Конни Лалибёрте | Кэти Овертон-Клэпем | Дебби Джонс-Уокер | Джанет Арнотт | Джилл Стауб тренер: Bob Moroz              | ЧК 2000             |
| 2006—07 | Дженнифер Джонс | Кэти Овертон-Клэпем | Джилл Оффисер     | Джанет Арнотт | Kristen Williamson тренер: Конни Лалибёрте | ЧК 2007             |

(скипы выделены полужирным шрифтом)

## Результаты как тренера национальных сборных
| Год  | Турнир                                       | Сборная | Место |
| ---- | -------------------------------------------- | ------- | ----- |
| 2008 | Чемпионат мира по кёрлингу среди женщин 2008 | Канада  | 1     |
| 2009 | Чемпионат мира по кёрлингу среди женщин 2009 | Канада  | 4     |
| 2010 | Чемпионат мира по кёрлингу среди женщин 2010 | Канада  | 3     |
| 2014 | Зимние Олимпийские игры 2014                 | Канада  | 1     |

## Частная жизнь
Две сестры Джанет тоже занимались кёрлингом. Более известной кёрлингисткой является её сестра Конни Лалибёрте — трёхкратная чемпионка Канады и чемпион мира, скип команды, в которой около 20 лет играла и Джанет. Менее известна как кёрлингистка сестра-близнец Конни — Коринн (в замужестве Питерс); играла в команде Конни на позиции второго (в частности, на чемпионате Канады 1984 и чемпионате мира 1984).
Кёрлингу училась (вместе с сёстрами) у своей мамы, Джин Лалибёрте (англ. Jean Laliberte), которая была инструктором по кёрлингу в Curl Canada.